# Sam Sodje
Sam Sodje est un footballeur nigérian, né le 25 mai 1979 à Greenwich à Londres en Angleterre.

## Biographie

### Début de carrière (1998-2004)
Sodje rejoint Margate au début de la saison 2002-2003 et a marqué son premier but avec le club d'une tête. Il a gagné le prix du Joueur de l'année par les supporters à la fin de sa première saison avec Margate.
À l'été 2003, il effectue des essais à Yeovil Town et Chester City, mais aucune équipe l'a signé. Il est retourné à Margate pour la saison 2003-2004.

### Brentford (2004-2006)
Au début de la saison 2004-2005, Sodje part de Margate pour Brentford sur un transfert gratuit. À la fin de cette saison, il remporté un prix d'un journal local pour le meilleur joueur de la saison, et à la fin de la saison 2005-2006, il est honoré par une place dans l'équipe de l'année de la League One.

### Reading (2006-2008)
Il a été révélé que Sodje avait refusé un transfert à Southampton le 31 janvier 2006, le dernier jour de la période de transfert hivernale. Beaucoup de spéculations de transfert ont suivi, jusqu'à ce qu'il soit annoncé le 12 juillet 2006 à Reading, sous reserve d'un examen médical. Le transfert est effectué le 14 juillet 2006.
Sodje fait ses débuts face à Wigan Athletic, le 26 août 2006 en raison d'une suspension à Ibrahima Sonko, il marque son premier but pour Reading face à Burnley en coupe d'Angleterre le 9 janvier 2007. Toutefois, ses premières occasions avec Reading se sont avérées être limitées, ainsi, le 16 mars 2007, il est prêté un mois à West Bromwich Albion, le prêt est ensuite étendu jusqu'à la fin de la saison 2006-2007. Sodje aide le club à atteindre la finale des play-offs du championnat, ils perdent 1 but à 0 face à Derby County. Il a marqué son unique but pour West Bromwich Albion, lors d'une victoire de 2 buts à 1 face à Norwich City le 9 avril 2007.
Lors de la période de transfert estivale de la saison 2007-2008, Sheffield Wednesday accepte le montant de transfert de Reading pour Sodje, le club lui laisse l'occasion de réfléchir sur ce transfert. Toutefois, Sodje rejoint finalement Charlton Athletic en prêt pour le reste de la saison 2007-2008. Il a fait ses débuts lors d'une victoire 2 buts à 0 face Norwich City en tant que remplaçant de dernière minute, le 18 septembre 2007. Sa performance lors de la victoire 3 buts à 1 à domicile face à Ipswich Town le 8 décembre 2007 lui a valu une place dans l'équipe de la semaine du championnat.
En septembre 2008, Sodje rejoint Watford en prêt d'un mois avec une blessure. Il joue un match à l'extérieur face à Sheffield United avant de revenir à Reading après avoir aggravé sa blessure au genou.

### Prêt à Leeds United (2009)
Le 26 mars 2009, Sodje rejoint Leeds United en prêt pendant un mois avec une option pour prolonger le prêt jusqu'à la fin de la saison 2008-2009, après avoir impressionné lors de son premier mois, le prêt a été prolongé jusqu'à la fin de la saison. Sodje associé à Richard Naylor en défense, a formé  charnière centrale avec lui au cours de sa période de prêt, bien que Sodje ait seulement joué huit fois au cours de sa période de prêt avec Leeds United, y compris les séries éliminatoires contre Millwall.

### Charlton Athletic (2009-2010)
Le 28 mai 2009, Reading annonce que Sodje est libre de quitter le club. Sodje retourne gratuitement à Charlton Athletic, où il a été prêté avec deux saisons auparavant. Sodje fait ses débuts sur un match nul 0 à 0 face à son ancien club de Leeds United. Le 14 novembre, Akpo Sodje son frère, l'a rejoint sous forme en prêt en provenance de Sheffield Wednesday. Sodje fait partie du groupe qui a atteint les séries éliminatoires du championnat, ils ont été des séries éliminatoires après avoir perdu aux tirs au but face à Swindon Town. Sodje rate les deux demi-finales après avoir subi une blessure. Au total Sodje a marqué quatre buts pour Charlton Athletic au cours de la saison 2009-2010.

### Skoda Xanthi (2010)
En juillet 2010, Sodje rejoint le club grec de Skoda Xanthi, le club a également signé George Boateng. Cependant Sodje est libéré de son contrat un mois seulement après avoir rejoint le club.
Le 18 août, Sodje effectue un essai à Portsmouth. Après avoir terminé son essai à Portsmouth, Milton Keynes Dons a approché Sodje pour un contrat. Puis le 14 octobre, Sodje rejoint Sheffield Wednesday pour un essai. Après eu de petites blessures lors de son essai, le club décide de ne pas faire signer Sodje.

### Notts County (2010-2012)
Sodje est libre de tout contrat quand il signe le 29 octobre 2010 un contrat avec le club anglais Notts County. Il fait ses débuts avec le club le 6 novembre lors d'un match aller de Coupe d'Angleterre face à Gateshead.
En mai 2012, Sodje est libéré par le club avec douze autres joueurs.

### Portsmouth (2013)
Le 18 janvier 2013,Sodje effectue un essai à Portsmouth. Six jours plus tard, il signe un contrat d'un mois avec le club. Il fait ses débuts lors une défaite 3 buts à 2, à domicile face à Colchester United, le 2 février 2013.

## Carrière
| Saison                | Club                  | Championnat             | Championnat | Championnat | Coupe nationale | Coupe nationale | Coupe de la Ligue | Coupe de la Ligue | Nigeria | Nigeria | Total | Total |
| Saison                | Club                  | Division                | M.          | B.          | M.              | B.              | M.                | B.                | M.      | B.      | M.    | B.    |
| 1998 - 1999           | Stevenage             | Conference National     | -           | -           | -               | -               | -                 | -                 | -       | -       | 0     | 0     |
| 1999 - 2000           | Stevenage             | Conference National     | -           | -           | -               | -               | -                 | -                 | -       | -       | 0     | 0     |
| 2000 - 2001           | Stevenage             | Conference National     | -           | -           | -               | -               | -                 | -                 | -       | -       | 0     | 0     |
| 2001 - 2002           | Stevenage             | Conference National     | -           | -           | -               | -               | -                 | -                 | -       | -       | 0     | 0     |
| 2002 - 2003           | Margate               | Conference National     | -           | -           | -               | -               | -                 | -                 | -       | -       | 0     | 0     |
| 2003 - 2004           | Margate               | Conference National     | -           | -           | -               | -               | -                 | -                 | -       | -       | 0     | 0     |
| 2004 - 2005           | Brentford             | League One              | 40          | 7           | 9               | 0               | 1                 | 0                 | -       | -       | 50    | 7     |
| 2005 - 2006           | Brentford             | League One              | 43          | 4           | 6               | 1               | 1                 | 0                 | 1       | 0       | 51    | 5     |
| 2006 - 2007           | Reading               | Barclays Premier League | 3           | 0           | 3               | 1               | 1                 | 0                 | -       | -       | 7     | 1     |
| 2006 - 2007           | W.B.A.                | FL Championship         | 7           | 1           | 3               | 0               | -                 | -                 | -       | -       | 10    | 1     |
| 2007 - 2008           | Reading               | FL Championship         | -           | -           | -               | -               | 1                 | 0                 | -       | -       | 1     | 0     |
| 2007 - 2008           | Charlton Athletic     | FL Championship         | 27          | 2           | -               | -               | -                 | -                 | -       | -       | 27    | 2     |
| 2008 - 2009           | Watford               | FL Championship         | 1           | 0           | -               | -               | -                 | -                 | -       | -       | 1     | 0     |
| 2008 - 2009           | Leeds United          | FL Championship         | 5           | 0           | 2               | 0               | -                 | -                 | -       | -       | 7     | 0     |
| 2009 - 2010           | Reading               | FL Championship         | -           | -           | -               | -               | -                 | -                 | 3       | 0       | 3     | 0     |
| 2009 - 2010           | Charlton Athletic     | League One              | 27          | 4           | 1               | 0               | 1                 | 0                 | -       | -       | 29    | 4     |
| 2010 - 2011           | Skoda Xanthi          | Superleague Elláda      | 4           | 0           | -               | -               | -                 | -                 | -       | -       | 4     | 0     |
| 2010 - 2011           | Libre                 | -                       | -           | -           | -               | -               | -                 | -                 | -       | -       | 0     | 0     |
| 2010 - 2011           | Notts County          | League One              | 11          | 0           | 1               | 0               | -                 | -                 | -       | -       | 12    | 0     |
| 2011 - 2012           | Notts County          | League One              | 16          | 2           | 2               | 0               | 1                 | 0                 | -       | -       | 19    | 2     |
| 2012 - 2013           | Libre                 | -                       | -           | -           | -               | -               | -                 | -                 | -       | -       | 0     | 0     |
| 2012 - 2013           | Portsmouth            | League One              | 9           | 0           | -               | -               | -                 | -                 | -       | -       | 9     | 0     |
| Total sur la carrière | Total sur la carrière | Total sur la carrière   | 189         | 21          | 27              | 2               | 6                 | 0                 | 4       | 0       | 226   | 23    |

1. ↑  À partir de mars 2007.
2. ↑  À partir de août 2007.
3. ↑  À partir de octobre 2008.
4. ↑  À partir de septembre 2009.
5. ↑  À partir de août 2010.
6. ↑  À partir de novembre 2010.
7. ↑  À partir de janvier 2013.

## Palmarès

### Distinctions personnelles
- 2006 Membre de l'équipe type de Football League One en 2006.